# Most Dangerous Game
Most Dangerous Game è una serie televisiva del 2020 diretta da Phil Abraham. La prima stagione della serie è stata convertita in un film omonimo.
La serie è ispirata al racconto La partita più pericolosa di Richard Connell.

## Trama

### Prima stagione
Dodge Tynes è un ex atleta e un promotore immobiliare in bancarotta che vive a Detroit. Dopo essere svenuto per un mal di testa, si sveglia in ospedale dove due dottori dicono a lui e alla moglie incinta Val che ha un tumore al cervello inoperabile. Un'infermiera gli offre un biglietto da visita di Tiro Fund, una società che presumibilmente aiuta le persone con malattie terminali che hanno difficoltà finanziarie.
Dodge visita Tiro Fund e incontra Miles Sellars, che gli propone un accordo: per 24 ore, Dodge sarà la "preda" braccata da cinque "cacciatori" che cercheranno di ucciderlo. In cambio, riceverà denaro sul suo conto bancario per ogni ora in cui sopravvivrà, con incrementi crescenti per ogni ora fino a 24,5 milioni di dollari. Miles spiega anche le regole: Dodge non può fermare o mettere in pausa il gioco una volta iniziato; non può dire a nessuno di essere nel gioco; e non può lasciare la città. Se infrange queste regole, il gioco non finirà mai finché non morirà. Dodge inizialmente rifiuta l'offerta, ma poi decide di accettarla con la promessa di lasciare Val e il loro bambino finanziariamente al sicuro. La partita inizia all'alba alle 6:46 in un diner dove Miles prende tutti gli effetti personali di Dodge, tranne le sue medicine, un'ecografia del suo bambino e un telefono che Miles gli dà per tracciare la sua posizione. Per 15 secondi ogni ora, il telefono invierà la sua posizione attuale ai cacciatori.
La partita inizia e Dodge alla fine incontra e sfugge ai cinque cacciatori: Nixon, un gentiluomo britannico che segue rigorosamente le regole della caccia; Reagan, un cowboy del sud; Carter, uno psicologo che usa il profilo di Dodge per tracciare la sua prossima mossa; Kennedy, un esperto di arti marziali; e LBJ, un uomo anziano. Dodge incontra anche Connell, uno dei subordinati di Miles incaricato di sorvegliare Dodge dalle strade e di pulire dopo la partita.
Nel frattempo, Val usa il portatile di Dodge e scopre un totale di $ 300.000 depositati sul suo conto. Quando Dodge non risponde alle sue chiamate, lei si insospettisce. Chiama la polizia, ma non riescono a sporgere denuncia di scomparsa. Val trova in seguito la tessera del Tiro Fund, ma l'ufficio dell'azienda è vuoto. Dodge cerca di tornare a casa e la moglie di Dodge lo vede, ma Carter lo insegue. Dopo un inseguimento, Dodge uccide Carter con un blocco di cemento. L'amico di Dodge, Looger, trova Dodge, ma Dodge scappa quando Nixon li segue.
Più tardi, dopo che il suo telefono rivela la sua posizione, avviene una sparatoria e LBJ viene ucciso mentre Reagan è ferito. Dodge va in ospedale dove un'infermiera conferma che la sua medicina è falsa e che non ci sono registrazioni del suo ricovero lì. Chiama Miles, che ammette che Dodge non ha una malattia terminale e che era stato incastrato per accettare il gioco. Miles rivela che Looger ha accettato $ 50.000 per drogare Dodge e spiega che le regole sono ancora valide. Val viene rapita e portata da Miles come ostaggio.
Dodge prepara delle trappole per Nixon, Reagan e Kennedy in un'officina edile. Arrivano tutti e tre, ma Looger spara a Kennedy quando cerca di uccidere Dodge. Dodge fa saltare in aria l'officina, uccidendo Reagan, ma Nixon scappa. Quando Connell arriva per ripulire il disastro, Dodge lo attacca e chiede di sapere dove si trova Val. Connell rivela che Miles aveva allestito la loro base al The Carrington, il fallito complesso residenziale di Dodge.
Dodge si dirige al The Carrington e trova l'edificio abbandonato e Val legata. Nixon insegue Dodge sul tetto e nella lotta che ne segue, Dodge cade e si appende alla sporgenza. Nixon si prepara a ucciderlo pugnalandogli la mano, ma vede sorgere il sole, ripone l'arma e aiuta educatamente Dodge a rimettersi in piedi. Nixon si congratula con lui per la bella partita prima di andarsene. Val si riunisce a Dodge, che riceve un'ultima chiamata da Miles che gli dice di aver vinto la partita e i soldi. Miles riceve un nuovo file per la prossima preda.

### Seconda stagione
Le complicazioni del gioco precedente rendono la posta in gioco più alta che mai per Miles, che deve offrire ai suoi clienti una battuta di caccia eccezionale; cerca la preda perfetta per stuzzicare l'appetito dei clienti che vogliono avere la possibilità di diventare predatori.

## Episodi
| Stagione         | Episodi | Distribuzione originale |
| ---------------- | ------- | ----------------------- |
| Prima stagione   | 15      | 2020                    |
| Seconda stagione | 12      | 2023                    |

## Personaggi e interpreti

### Personaggi principali
- Dodge Tynes (stagione 1), interpretato da Liam Hemsworth. La preda.
- Val (stagione 1), interpretata da Sarah Gadon. La moglie di Dodge.
- Miles Sellars (stagioni 1-2), interpretato da Christoph Waltz. L'organizzatore della caccia.
- Victor Suero (stagione 2), interpretato da David Castañeda. La preda.
- Josie Suero (stagione 2), interpretata da Martina Ortiz Luis. La sorella di Victor.

### Personaggi ricorrenti
- Looger (stagione 1), interpretato da Zach Cherry. L'amico di Dodge.
- Connell (stagione 1), interpretato da Aaron Poole. Un subordinato di Miles incaricato di sorvegliare la preda.
- Green (stagione 1), interpretato da Devon Bostick. Un subordinato di Miles.
- Nixon (stagione 1), interpretato da Chris Webster. Un cacciatore.
- Reagan (stagione 1), interpretato da Billy Burke. Un cacciatore.
- Carter (stagione 1), interpretato da Jimmy Akingbola. Un cacciatore.
- Kennedy (stagione 1), interpretata da Natasha Liu Bordizzo. Un cacciatore.
- LBJ (stagione 1), interpretato da Patrick Garrow. Un cacciatore.
- Moglie della partita di baseball (stagione 1), interpretata da Carolina Bartczak.
- Dupree (stagione 2), interpretato da Martin Roach. Il capo di Victor.
- Chairwoman (stagione 2), interpretata da Anna Gunn. La presidentessa del Tiro Fund e capo di Miles.
- Tina (stagione 2), interpretata da Ciara Bravo. Una subordinata di Miles.
- Detective Mike Roland (stagione 2), interpretato da Currie Graham. Un detective che indaga su Victor.
- Taft (stagione 2), interpretato da Mark McKenna. Un cacciatore.
- Tyler (stagione 2), interpretato da Kevin Durand. Un cacciatore.
- Monroe (stagione 2), interpretato da Alex Barima. Un cacciatore.
- Ford (stagione 2), interpretato da Kyle Mac. Un cacciatore.
- Pierce (stagione 2), interpretata da Mishael Morgan. Un cacciatore.

## Versione cinematografica
A maggio 2022, Amazon Prime Video ha iniziato a trasmettere in streaming una versione compilata degli episodi della prima stagione in un lungometraggio di 2 ore e 7 minuti.